# Colubrina arborescens
El mabí (Colubrina arborescens), llamado también abejuelo o abeyuelo en Puerto Rico y bijaguara en Cuba, es un árbol de la familia de las ramnáceas.

## Descripción
Árbol pequeño de hasta 4,5 m de altura, de corteza marrón-anaranjada que se desprende fácilmente y de la que se prepara la bebida fermentada conocida como mabí. Florece desde el verano hasta el otoño.

## Distribución y hábitat
En Florida (EE. UU.),  México, Centroamérica y en el sur de la isla de Puerto Rico. Es más abundante en áreas costeras y de caliza húmeda.

## Taxonomía
Colubrina arborescens fue descrito por (Mill.) Sarg. y publicado en Trees and Shrubs 2(3): 167. 1913[1911].
Sinonimia
- Ceanothus arborescens Mill.
- Ceanothus colubrinus (Jacq.) Lam.
- Celastrus ovatus Hill
- Colubrina americana Nutt.
- Colubrina colubrina (Jacq.) Millsp.
- Colubrina ferruginosa Brongn.
- Colubrina obtusata Urb.
- Marcorella colubrina (Jacq.) Raf.
- Perfonon ferrugineum Raf.
- Rhamnus colubrina Jacq.
- Rhamnus ferruginea Nutt.[5]